# 파엔차

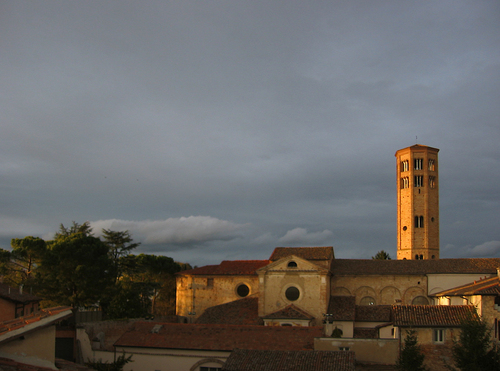

파엔차(Faenza)는 볼로냐에서 남동쪽으로 50킬로미터 지점에 위치한 에밀리아로마냐주 라벤나도의 코무네이자 이탈리아의 도시이다. 파엔차는 마욜리카 유리 토기의 역사적인 제조지역이다.
아펜니노 이남 첫 언덕들의 끝자락에 위치한 파엔차는 포도원을 포함한 농업 지역에 둘러싸여 있다. 주변의 사모기아강과 라몬강의 푸른 계곡들에 수많은 18~19세기의 집이 있다.

## 자매 도시
- 프랑스 베르주라크
- 오스트리아 그문덴
- 중국 징더전시
- 그리스 마로우시
- 크로아티아 리예카
- 독일 슈베비쉬그뮌트
- 스페인 탈라베라데라레이나
- 루마니아 티미쇼아라
- 일본 도키시